# زرسر
زرسر،  ( به فتحه ز - zarsar or zersar) یک منطقه قدیمی، در خیابان سرولات چابکسر است که در نزدیکی ورودی منطقه سرولات قرار دارد. این منطقه به دلیل باغ‌های پرتقال و مرکبات خود و  همچنین موقعیت جغرافیایی‌اش که ورودی کوهستانی دره سرولات است، معروف است. آب و هوای زرسر به دلیل مجاورت با دره رودخانه آچیرود، خنک و مطبوع است و نسیم خنک شبانه از این دره می‌وزد. رودخانه آچی رود از ییلاق‌های گرده پشته سر سرچشمه می‌گیرد و تا جیردشتان و سرولات ادامه دارد.

## موقعیت جغرافیایی امروزی
زرسر در حال حاضر یکی از محلات منطقه شهری چابکسر بوده و در شهر واقع شده و تا روستای سرولات امتداد دارد، بخش غربی آن  در دامنه شرقی کوه قلعه شاهسرش که باغات وسیع مرکبات و اراضی جنگلی هیرکانی واقع است، از غرب به بندبن شاهسرس زرسر و راه مزارع مریم بیجار شیخ زاهدمحله است، در شرق به رودخانه آچیرود  متصل است و از جنوب به خیابان لوله گاز و خیابان مطهری شیخ‌زاهدمحله متصل است. از جنوب در امتداد خیابان سرولات تا کارخانه شمال پلاستیک در کناره اچیرود ادامه دارد. در گذشته دوره قاجار و نیمه اول پهلوی، زرسر گذرگاهی بود بین محل های غربی اوشیان یعنی شیخ زاهدمحله و فکجور به سرولات، میانده ، کندسر و چابکسر و جنگسرا.

## تاريخ
نام زرسر در زیر سایه کوه شاهسرش و قلعه تاریخی تاریخی آن که بر طبق احتمالات به دوران اشکانیان  بازمی‌گردند به همراه مهران کوه نشان دهنده وجود ریشه کهن تاریخی و وجود تمدینی دیرین در این محل  را نمایش می دهد. بطور خاص در دوره قاجار زرسر هم همچون سرولات در قدیم بلوک میانده بوده و میانده مرکز مذهبی مهمی از پیش از اسلام نیز بوده و حتی به جرائت میتوان گفت شیخ زاهدمحله و اوشیان به احتمال در زیر سایه میانده در ولایت رانکوه تنکابن  بوده اند. در خوانش های اسناد زرسر منطقه ای هم در حاشیه جنوب شرقی شیخ زاهدمحله و هم در شمال قریه سرولات واقع شده است. از دیدگاه تاریخی زرسر سرولات از نیمه اول قرن ۱۲۰۰ هجری شمسی با تاریخ کشاورزی و مرتع‌داری مواجه بوده‌اند. در پایان دوره زندیه و اوایل حکومت آقامحمدخان قاجار (حدود سال ۱۲۰۰ شمسی)، مهاجرانی به دره ها و جلگه ها و ییلاقات شرق گیلان و مازندران از جمله سرولات، زرسر، شیخ زاهدمحله و دیگر نقاط آن کوچیدند. میرزا قلی خان سرولاتی (یا سیاهلاتی) به عنوان جد بزرگ بعضی خاندان‌های اصلی سرولات مانند بلوکباشی، بابایی و کهنمویی شناخته می‌شود. اینها همراه با خانواده هاو جمعی از همراهان، از موطن اصلی خود (که به طالقان، اشکور یا ییلاقات تنهجان نسبت داده می‌شود) بلوک سرولات و مراتع آن شامل مناطق فعلی زرسر، میان حصه و شاهسرس، لیکلام، گردپشته و مرگ واز مهاجرت کرده و به دامداری و کشت و زرع پرداختند.
ساخت خانه‌های کاهگلی لت به سر بومی، توسعه نوغانداری و توتستان، گاوپروری جنگلی، و اربا از اولین نشانه‌های تثبیت سکونت امروزی در این نقاط بود. میراث آبادانی میرزا قلی خان به فرزندانش، به ویژه پسرش ارشدش اسدالله آبادگر، ماندگاری در منطقه، ارتباطات با خاندان های حاکم و مالک منطقه، تثبیت حضور و مالکیت تجارت محلی گشت، خصوصا پس کشته شدن پسر کوچکش اقابابا برای حکومت مهدی خان خلعتبری. توسعه باغات مرکبات (مانند پرتقال و باغات نارنج و لیمو ). همزمان، بخش‌هایی از مراتع جنگلی جلگه پس از جنگل‌تراشی جلگه ای برای زغال در دوره قاجار، و تبدیل به شالیزارها شد. در دهه‌های ۱۲۵۰ تا ۱۲۷۰ شمسی (اواخر قاجار)، خاندان‌های محلی مانند مهدی خان خلابر و خاندان‌های منجم‌باشی و بلوک‌باشی سیاهکلرودی نفوذ گسترده‌ای در ساختار قدرت تنکابن و رانکوه داشتند. مردم سرولات و زرسر برای تضمین امنیت و پایداری خود، با این قدرت‌ها روابطی برقرار کرده و مالیات پرداخت می‌کردند. 
نسل‌های اولیه سرولاتی‌ها، از جمله مهدی قلی سرولاتی و محمدکریم سرولاتی و ملک در کنار دیگر اهالی بنام سرولات، میانده، شیخ زاده محله و فکجور، در این دوران بر توسعه کشاورزی در مناطقی مانند میان حصه، شاهسرس، سرولات، زرسر، لیکلام، تازه‌آباد و اراضی شیخ‌زاهدمحله، فکجور، کبوترآبکش( در گذر تاریخی "کبودآب کش" )تمرکز داشتند و با بزرگان این محل‌ها روابط خانوادگی نزدیکی برقرار می‌کردند؛ در طول قرن ۱۳ شمسی، دامداری، باغات توت، مرکبات، اربه و در اواخر چای کشاورزی در این منطقه رایج بوده است.  این خانواده‌ها از نسل قدیمی ملک غلامرضا اول سرولاتی کدخدا و اسدالله آبادگر سرولاتی (جد بلوکباشی سرولات) می‌باشند که در اواسط دوران قاجار زندگی می‌کرده‌اند. مهدی قلی سرولاتی و محمدکریم سرولاتی فرزندان اسداله ابادگر سرولاتی بوده اند که تمرکز  املاک و ایادی های آنها در زرسر، شاهسرس، کلهاتی، پشتاسران، میان حصه، شمشاد پشته، ترک و ماسرک، دریاپشته و مریم بیجار شیخ‌زاهدمحله بوده است. باغات مرکبات، توت و لیمو  و مراتع جنگلی گاو چر در دوران آن‌ها در زرسر شکل می‌گیرد.  خانواده‌های مهم و قدیمی  دارای باغات منطقه زرسر  شامل خانواده‌های ملکی، تقی‌پور کندسر (فرزندان اسدالله سرولاتی معروف به بلوکباشی)، رحیم بابایی، کهنمویی  بوده اند. که احتمالا غیر از ملکی ها ، دیگر خانواده ها  اسداله بلوکباشی زرسری تک فرزند ذکور محمدکریم سرولاتی(م ۱۲۲۸ و ۱۲۸۹ شمسی) و  دیگران وارثان مهدی قلی سرولاتی می‌باشند. محمدکریم سرولاتی خرده مالک، باغدار و دارای مراتع و گالش و مستاجر بود درعین حال محمدکریم متشرع بوده و بخشی از اموال و مزارع خود را تا زمان حیات خود در سال ۱۳۲۱ قمري وقف روضه سید الشهدا کرده بود.مطابق شنیده ها از بزرگان محل در حوالی سال ۱۳۰۰ شمسی زلزله یزرگی وقوع پسوست و با ریزش کوه بازار محلی هفتگی و دکاکین ان را که از خمیران و تا مرتع بندبن زرسر در کنار راه قدیم شاه عباسی بوده را به کلی نابود ساخت. خاندان تقی‌پورکندسر خود را زرسری معرفی کرده و در اسناد و اذهان به زرسری معروف هستند. در عکس هوایی ۱۹۵۵ آمریکایی ها از زرسر  ۲ منزل مسکونی در میانه باغ تقی پور ها، یک سرا(سره یا طویله گاو) یا انباری در پیچ فعلی دامنه کوچه دهخدا یک خانه ویرانه،  یک انباری در کلهاتی و یک سرا در شاهروس به نظر می‌رسد.جای دیگری در ۱۳۳۴ از محل کنونی خیابان سرولات از آچی رود عبور کرده و چاله بزرگ زیر فشار قوی برق حال حاضر را ایجاد کرده. پل قدیمی سنگی در مقابل باغ زرسر موجود بود که آب اضافه نهر مریم بیجار اچیرود و چشمه زرسر را هدایت می کرد، این پل در نوسازی خیابان در اواخر دهه چهل پر شده  است. در عکس هوايي ۱۹۵۵ میلادی در منطقه لات پر مریم بیجار زرسر چندین کوندوج مشاهده می‌شود. طی سال‌های ۱۳۱۱ تا ۱۳۱۷، مناطق شمالی ایران، از گرگان تا رانکوه، از جمله بلوک‌های اوشیان، میانده و زرسر سرولات، شاهد تحولات عمده‌ای در نظام مالکیت بودند؛ تحولی که بیش از آن‌که نتیجه سیاست‌های اقتصادی باشد، بیانگر فرایند ساختارمند تغییر مناسبات اجتماعی و قدرت محلی در سایه توسعه اداره املاک اختصاصی به شمار می‌رفت. املاک، اراضی، مراتع باغات، عمارات و خانه های رعیتی دهستان های سیاهکلرود، اوشیان، میانده، سرولات، سیارستاق کلاچای و رانکوه را در سال ۱۳۱۵ تا ۱۳۱۶ که متعلق به دیگران بود اداره املاک اختصاصی بعد یک سال خشکسالی که دهقانان و خرده مالکان تنکابن دچار کمبود و نیاز مالی شده بودند به قیمتی کمتر از قیمت حتی محصول یکسال با حضور اجباری بوسیله اداره املاک اختصاصی و دادگستری به واسطه مصوبه‌ وزیر عدلیه راجع به دفاتر اسناد رسمی در بندر شهسوار و قصبه رودسر تنکابن مصوب ۱۳۱۵/۸/۲۰ وزیر عدلیه در دفتر خانه های ۱۵، ۴ ، ۱ و ۱۹ شهسوار، تنکابن، رامسر و رودسر خریداری نمود، بعضی املاک و مزارع را بصورت مخروبه یا دارای زارعین کوچک بود را بدون خریداری فقط با استشهادیه ثبت عادی املاک اختصاصی بخش ۷ (هفت ) از طریق اسفرجانی بصورت شش‌دانگ به نام رضا شاه ثبت نمود. حتی اگر دهقان یا خرده مالکی از این فروش اجباری امتناع می کرد با شلاق و فلک و بازداشت روبرو می شد. اسداله سرولاتی(زرسری) معروف بلوکباشی متولد ۱۲۷۴ شمسی در اواخر دوران قاجار با طلعت تقی‌پور کندسر (۱۲۸۴ - ۱۳۳۲) فرزند باباعلی کندسری میانده (م ۱۲۵۰ و ۱۲۸۸شمسی) و سکینه (م ۱۲۶۳ - ۱۳۱۴ شمسی) ازدواج می کند، آنها از خرده مالکین و بزرگان محل زرسر سرولات بودند. آنها مطابق سند وقفنامه ای  در تاریخ سال ۱۳۴۲ قمری در روستای سرولات از توابع میانده رانکوه،  دو دهو زمین را در سرولات و میانده را به نام مسجد و گورستان، برای استفاده عموم مردم روستای سرولات جهت برگزاری نماز جماعت و سایر مراسم وقف می‌کند. آنها بر گسترش باغات مرکبات، شالیزارها، باغات چای و اجاره املاک برای توسعه باغات  در زرسر، سرولات، شمشادپشته وشیخ‌زاهدمحله همت میگمارند. اسداله بلوکباشی بر اثر بیماری ناشناخته ای در ۱۳۱۳ فوت می کند، همسرش طلعت  معروف به مشهدی آباجی پس از او  بزرگ این خاندان شد امورات املاک زرسر را در دست گرفت. طلعت و به همراه  و پسر بلوکباشی  محسن خان تقی‌پورکندسر (م ۱۳۰۳، و ۱۳۲۹ شمسی)متولی  املاک بلوکباشی می‌شوند، املاک زرسر و شاهسرش و شیخ زاهدمحله و دیگر جاها به همراه املاک بابایی ها و ملکی ها در این محل همانند همه جای بلوک اوشیان و تنکابن ابتدا توسط کارپردازان فرستاده اداره املاک اختصاصی با پرسش از دهقانان و کارگران لیست دفتر خرید املاک می‌شدند و سپس به زور و غصب در دفترخانه مذکور بالا از آن‌ها خریداری ميشدند، و همه مردم و کشاورزان به رعایای رضاشاه تبدیل شدند، پس از شهریور ۱۳۲۰ و احکام هییت های قانون املاک واگذاری هم باز زمین ها رسما به مالکین اصلی بازنگشت و این دعوا سرگشاده ماند. مطابق
با اسناد در این ایام مالکین باغهای مرکبات زرسر از بندبن به سمت سرولات بعد از باغات محمدافراسیاب زاده امیری، ابتدا باغ جهانشاه جیردشتانی، غلامرضا سرولاتی از جمله ذبیح اله ملکی و ملک محمدباختر، محمدکریم، عباس و محسن خان تقی‌پورکندسر، ورثه رحیم بابایی، آقاجان ابولقاسمی، کهنمویی و دیگرانی بوده اند. در قسمتی به مرتعی در بندبن زرسر متصل به شاهسرس و پشتاسران اشاره شده است که  فردی به اسم صالحیان مدعی مالکیت بودن است. اما بخش بزرگی از مرتع شاهسرس متعلق به جهانشاه جیردشتانی بود.  در دهه‌های ۱۳۳۰ و ۱۳۴۰ و ۱۳۵۰ و با ورود عبدالرضا پهلوی، پسر رضا شاه، به منطقه و با غصب و تصاحب همراه با تهدید و بازداشت مالکین  اراضی ساحل غربی آچیرود زرسر  از جمله خانواده های تقی‌پورکندسر، ملکی، بابایی و غیره  اراضی شرق خیابان سرولات آن‌ها بود را، بزور گرفته و مالکیت رسمی آن را به قیمتی ارزان از بنیاد پهلوی خریداری نمود. در بازه زمانی ۱۳۳۶ تا ۱۳۴۶، مالکیت رسمی این اراضی به عبدالرضا پهلوی انتقال یافت و او با استفاده از قدرت و نفوذ خود به توسعه زیرساخت‌ها و مالکیت اراضی پرداخت. او بوسیله ژاندرامری رودسر و اداره املاک اختصاصی بنیاد پهلوی توسط اشخاصی چون مهندس حسن ملیحی و مهندس خامنه و مهندس مهرکیش، کشاورزان و مالکین و متصرفین قانونی که بنیاد باید مالکیت براساس اصلاحات ارضی به آنها انتقال می‌داد اما انها را ان اراضی بزور بارداشت و تهدید و با خرید اجباری ارزان از اراضی خود بیرون نمودند. سپس خیابان سرولات که از دهه ۱۳۲۰ وجود داشت، در دهه ۱۳۴۰ تحت تاثیر پروژه‌های توسعه‌ای عبدالرضا پهلوی در دوره استاندار احمد علی‌آبادی و محمد سام استانداران وقت گیلان با سد سازی و گسترش برنامه‌ریزی های شهری گسترش یافت.وی اقدام به ساخت شهرک ویلایی نمد و دورتا دور این اراضی لات( اراضی مسطح غربی اچیرود ) شهرک شده را سیم خاردار کشید. سپس با توسعه خیابان‌کشی‌های اصولی در مناطق شرقی از زرسر  نمود و نام خیابان را به خیابان شاهپور تغییر داد.  پس از انقلاب ۱۳۵۷ این اراضی توسط بنیاد مستضعفان و سازمان زمین شهری مصادره شد و تا امروز هرگز به مالکان اصلی خود بازنگشت. دیواره سازی های شهرک عبدرضا پهلوی باعث تنگ شدن بشتر رودخانه اچیرود در دامنه شرقی خود شده و در سیل بزرگ ۱۳۶۹ این رودخانه بخش زیادی از این اراضی و ویلاهای اشخاص ویران شد. در دهه ۱۳۶۰ الی ۱۳۷۰ به دلیل سیاست های ابتدای انقلاب توسعه صنعتی با احداث کارخانجات کوچک در این منطقه اتفاق افتاد، اراضی مصادره ای ضلع شرقی خیابان سرولات زرسر تبدیل به کارخانجاتی همچون، نخ و قرقره، قطعه سازی خودرو، ریسندگی و شمال پلاستیک و غیره شدند، بعضی از وام گیردنگان دهه ۱۳۶۰ صرفا با اخذ وام متواری شدند. اما در دهه ۱۳۷۰ توسعه شرکت های کشاورزی در زرسر امکان پذیر شد. از دهه دهه ۱۳۸۰ اما توسعه گردشگری و اوارتمانها و ویلاها به عرصه این محله بازگشت. از
رویدادهای فرهنگی تاریخی. 
در پیش از انقلاب ۱۳۵۷ جوانان زرسر، میانده و چابکسر در دهه ۱۳۴۰ و ۱۳۳۰ که برای جمع آوری هیزم به جنگل میرفتند، برای تفریح مسابقات محلی کشتی گیله مردی را در محل خرمنگاه لات زرسر برگذار می کردند. فرهنگی و تاریخی این محل می‌توان به برگزاري چند دوره مسابقات منطقه تیم های فوتبال در دهه ۱۳۶۰ در زمین فوتبال اسبق در محل عبور خط سراسری گاز  زرسر یاد کرد. در همین ایام تیم والیبال زرسر شیخ زاهدمحله با حضور ابراهيم و اسماعیل تقی پورکندسر، حجت قنبری، حجت قنبری زاهدی، حسین فرجی و دیگرانی شکل گرفت، معروف شد و در همین محل مسابقات انجام می‌شد. سپس  مسابقات فوتبال  در زمین فوتبال سابق شهرداری چابکسر در کنار پارک فعلی شهرداری در زرسر در دهه ۱۳۷۰ با حضور پیشکسوتانی چون  هاشم عیسی زاده، علی کهنمویی،  حجت قنبری زاهدی و دیگرانی برگزاری می‌شد. همچنین در دهه ۱۳۷۰ چند مرحله مسابقات سالانه کشتی گیله مردی در همین اراضی لات زرسر برگزار شد پهلوانان به نام گیلان مازندران و جوانان بسیاری حضور داشتند.
. 